# James Avalon
James Avalon és un director, cinematògraf, editor, escriptor i productor pel·lícules per adults estatunidenc. Entre els seus àlies hi ha Kunga Sludge, Mondo Tundra i Monty Tundra.

## Carrera
James va entrar a la indústria del cinema per a adults el 1979 com a periodista i es va convertir en editor de les edicions especials d'Adam Film World. També va ser membre fundador de la X-Rated Critics Organization.

## Premis (selecció)
- 1998 15ns Premis AVN Guanyador – Millor editor, Video (Zazel)[4]
- 2001 18ns Premis AVN Guanyador - Millor director, Film (Les Vampyres)[3]
- 2002 19ns Premis AVN nominació - Millor director, Video (Taboo 2001)[5]
- 2003 20ns Premis AVN nominació - Millor director, Film (Les Vampyres 2)[6]
- 2004 21ns Premis AVN nominació - Millor director, no pel·lícula (Fantasy)[7]
- 2004 Salço de la Fama de XRCO Introduït[8]
- 2005 Saló de la Fama d’AVN Introduït[3][9]
- 2006 Premis Ninfa Guanyador – Millor director (La Mansión del Placer)[10]
- 2007 24ns Premis AVN nominació - Millor director, Video (Sex Pix)[11]
- 2009 26ns Premis AVN nominacions - illor director, llargmetratge, millor videografia i millor guió (Roller Dollz)[12]
- 2011 Feminist Porn Award Guanyador – Pel·lícula romàntica més vaporosa (A Little Part of Me)[13]
- 2013 Premis XBIZ nominacions - Director de l'any (Tango to Romance) i Director de l'any - Cos de treball[14]

## Filmografia (seleccionada)
- A Little Part Of Me (2011)
- Fantasy Ltd (2002)
- Les Vampyres (2000)
- Les Vampyres 2 (2003)
- Roller Dolz (2008)
- Sex Pix (2005)
- Taboo 2001 (2001)
- White Angel (1998)
- Zazel (1997)